# Río Bu Regreg

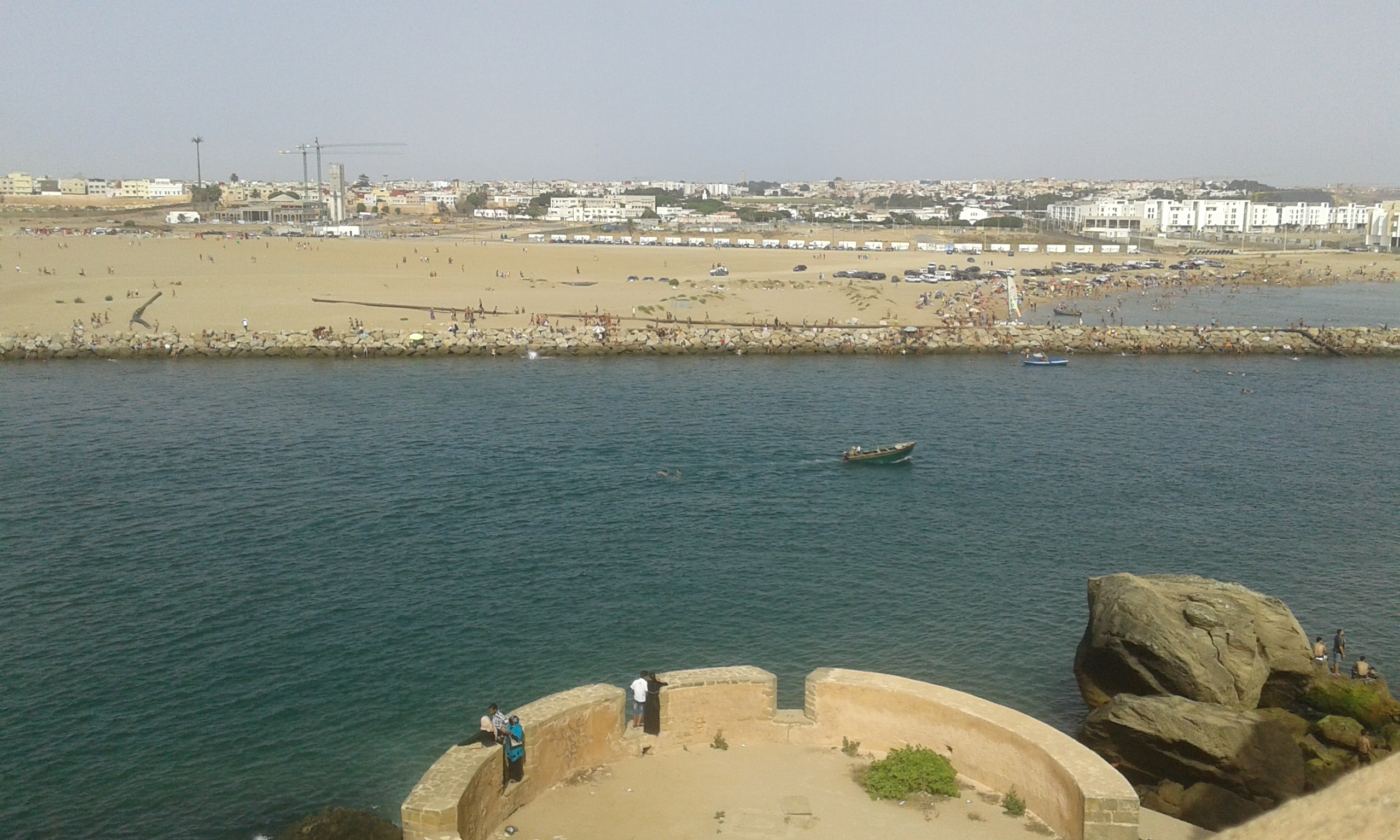
Vista del río Bu Regreg desde la Qasbah de los Udayas

El río Bu Regreg o Bū Rāqrāq (en árabe, بو رقراق; en transcripción francesa, Bouregreg,también conocido como río Salé) es uno de los principales ríos de Marruecos, que nace en el Atlas Medio, a la altura del monte Mtzurgan (provincia de Jemiset) y de Gru (provincia de Jenifra), y desemboca en el océano Atlántico en la ciudad de Rabat, sirviendo de frontera natural entre la capital marroquí y su ciudad vecina, Salé. Su caudal medio es de 23 m³, pero puede llegar a los 1500 m³ en época de crecidas.
- Datos: Q894940
- Multimedia: Bou Regreg / Q894940